# Тында (приток Гилюя)
Тында — река в Амурской области России.
До 1998 года одна из крупных рек в Амурской области, однако из-за высыхания источников река стала мелеть. Правый приток реки Гилюй, принадлежит бассейну Зеи и Амура.
На реке Тынде расположен одноимённый город.

## Гидрография

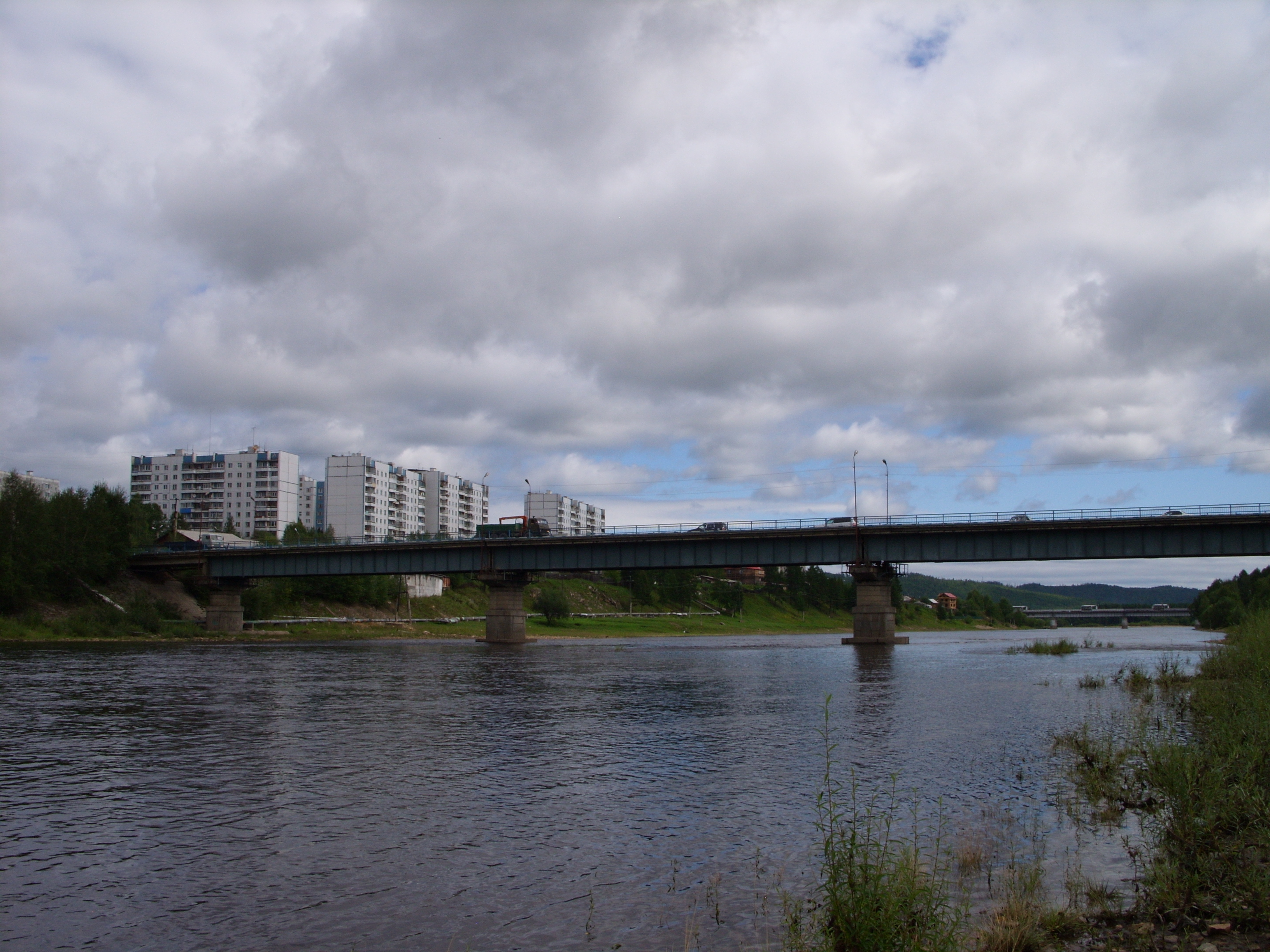
Автомост через Тынду в городе Тында (трасса А360)

Образуется на южных склонах хребта Чернышёва слиянием рек Игама и Маршигири. Длина — 112 км (от истока Игамы — 154 км), площадь бассейна — 4280 км². Протекает преимущественно в северо-восточном направлении до впадения своего основного притока — Геткана — в пределах города Тынды, после чего поворачивает в восточном направлении. Впадает справа в реку Гилюй около села Первомайское.
Река имеет горный характер, летом температура воды не превышает 4 °C, в отдельные жаркие дни до 7 °C. До 1990-х годов река была 5,13—5,17 метров в глубину, однако некоторые подземные источники истощались. Так к 1998 году река спала на 3,2 метра, а к 2004 году обмелела до неузнаваемости, многие туристы считали её большим ручьём. Однако в сезон дождей разливается и поднимается на 2—2,5 метра. В зимний период маловодна и покрыта льдом, чаще всего вода промерзает до дна, так как река расположена в районе распространения многолетней мерзлоты и подземное питание реки в зимний период незначительно.
Тында покрывается льдом не позднее 1—6 октября, это самый ранний срок в Амурской области. Не судоходна, даже обычные рыбацкие лодки используются только в течение весеннего паводка и в летний сезон дождей.

## Данные водного реестра
По данным государственного водного реестра России и геоинформационной системы водохозяйственного районирования территории РФ, подготовленной Федеральным агентством водных ресурсов:
- Бассейновый округ — Амурский
- Речной бассейн — Амур
- Речной подбассейн — Зея
- Водохозяйственный участок — Зея от истока до Зейского гидроузла

## Мосты
Через реку построено 6 мостов.
- Технологический мост (пешеходный).
- Подвесной (пешеходный)
- 3 железнодорожных моста.
- Автомобильный.

## События

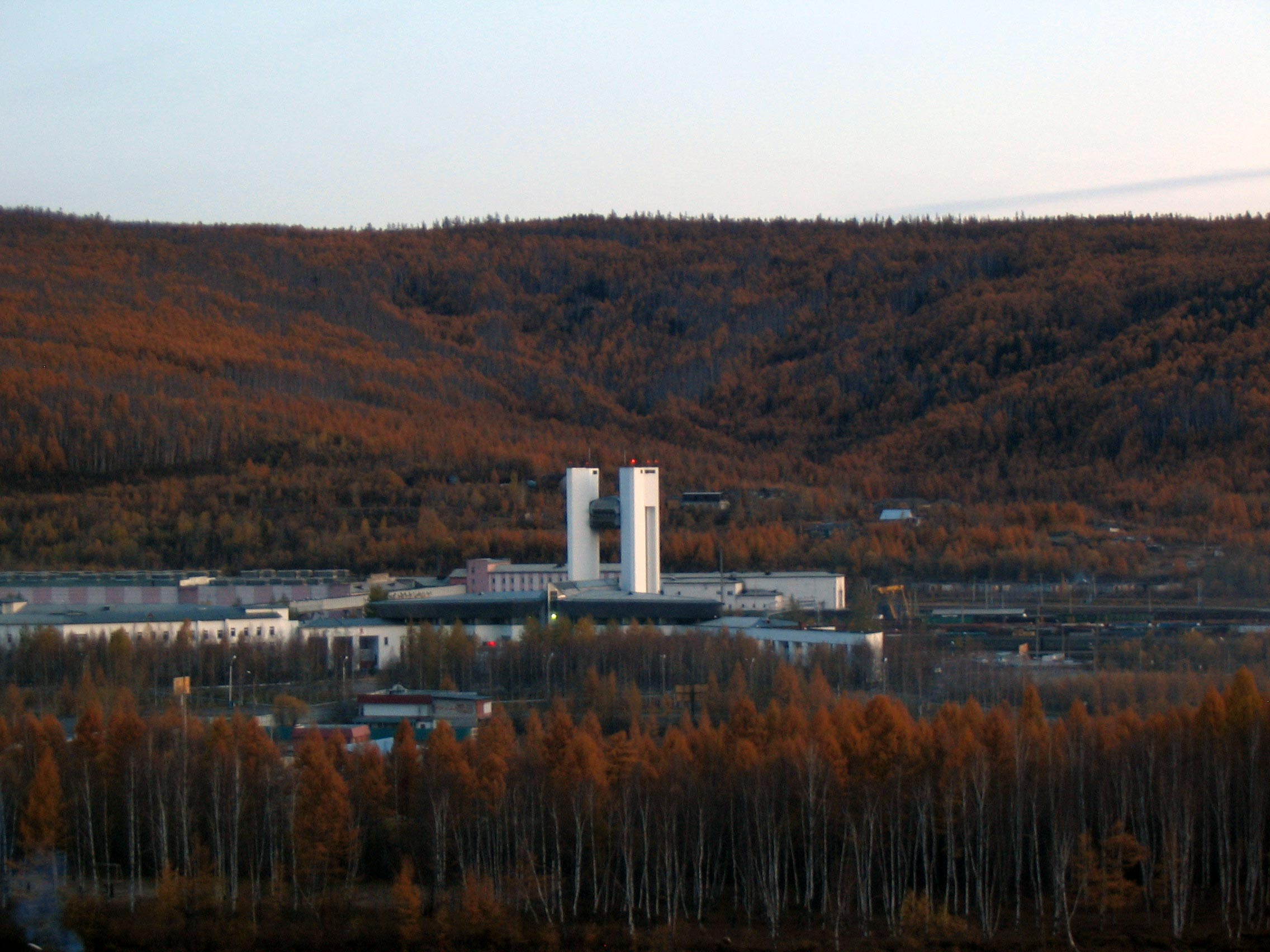
Тындинский вокзал, ниже протекает река Тында

- В июне 2005 года Тында затопила стадион «БАМ», который находится рядом с рекой, и дома, которые находятся на берегу.
- В период засухи июня 2008 года в реке зафиксировали максимальное за всю историю реки обмеление, на отдельных местах появились островки и озёра-лужицы, хотя обычно в данных местах глубина воды составляет 1,24 метра.
- В 2009 году на берегу реки в городе Тынде построили насыпную набережную. Русло реки расположено параллельно Тындинскому вокзалу на БАМе.